# 单集镇
单集镇，是中华人民共和国江苏省徐州市铜山区下辖的一个乡镇级行政单位。

## 行政区划
单集镇下辖以下地区：
单集村、郁楼村、林头村、闫庄村、曹庄村、新河村、洪楼村、詹湖村、姜集村、八湖村、邢楼村、庙山村、岳楼村、姚庄村、沈桥村、黄集村、寿山村、英山村、路东村、卢庄村和贺庄村。